# Qian Xuesen
Pour les articles homonymes, voir Qian.
Qian Xuesen ou Tsien Hsue-shen (chinois simplifié : 钱学森 ; chinois traditionnel : 錢學森 ; pinyin : Qián Xuésēn) est un scientifique chinois né le 11 décembre 1911 à Hangzhou, mort le 31 octobre 2009. Confodateur du Jet Propulsion Laboratory en 1944, est un des principaux acteurs des programmes de missiles spatiaux américains puis chinois. Suite aux purges politiques du maccarthisme, il retourne en Chine et fonde le programme spatial chinois.

## Carrière
Cofondateur du Jet Propulsion Laboratory au California Institute of Technology aux États-Unis en 1944, il est chassé du pays par le maccarthisme en 1955 et retourne en Chine où il est considéré comme le père du programme spatial chinois.
Qian Xuesen est aussi une des cautions « scientifiques » du Grand Bond en avant : le 16 juin 1958, il publie dans le Journal de la jeunesse de Chine un article où il explique que le rendement de la culture des céréales peut être vingt fois supérieur à celui qu'il est à l'époque. Cet article a conforté Mao Zedong dans sa croyance aux récoltes exceptionnelles de 1958, et indirectement, à la gravité de la Grande famine. En 1959, alors que celle-ci était déjà bien établie, il a publié un second article, où il explique qu'un mu (666,7 m2) doit produire 18 tonnes de céréales.

## Honneur
L'astéroïde (3763) Qianxuesen est nommé en son honneur.